# Tereza Votavová
Tereza Votavová (18 de febrero de 1989) es una deportista checa que compite en ciclismo de montaña en la disciplina de campo a través para cuatro. Ganó una medalla de bronce en el Campeonato Europeo de Ciclismo de Montaña de 2013.

## Palmarés internacional
| Campeonato Europeo | Campeonato Europeo   | Campeonato Europeo | Campeonato Europeo    |
| Año                | Lugar                | Medalla            | Competición           |
| ------------------ | -------------------- | ------------------ | --------------------- |
| 2013               | Pamporovo (Bulgaria) | Medalla de bronce  | Campo a través para 4 |